# Saint-Léger-les-Vignes
Saint-Léger-les-Vignes is een gemeente in het Franse departement Loire-Atlantique (regio Pays de la Loire). De plaats maakt deel uit van het arrondissement Nantes. Saint-Léger-les-Vignes telde op 1 januari 2022 2.114 inwoners.

## Geografie
De oppervlakte van Saint-Léger-les-Vignes bedroeg op 1 januari 2022 6,49 vierkante kilometer; de bevolkingsdichtheid was toen 325,7 inwoners per km².

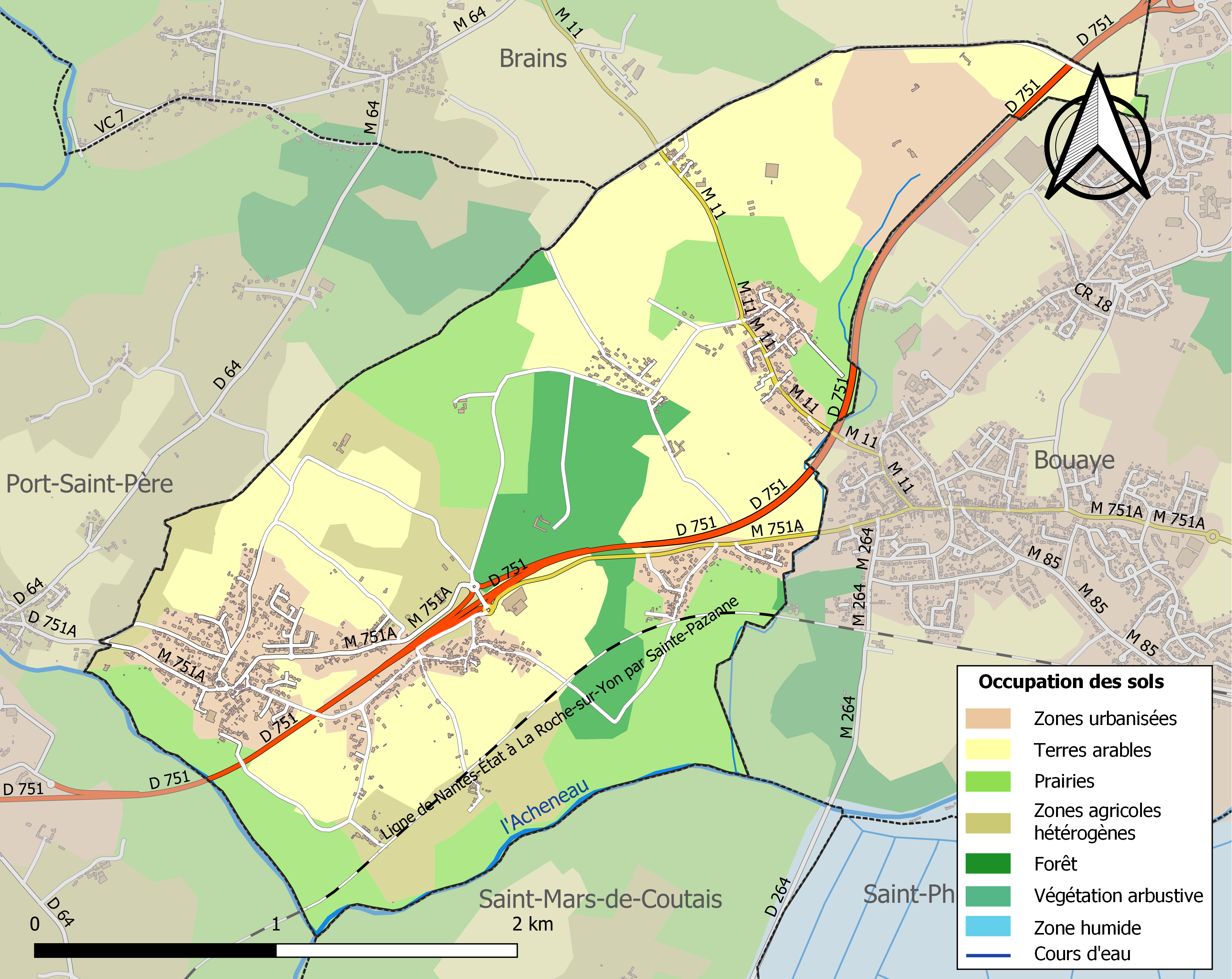
Kaart van de gemeente met de belangrijkste infrastructuur, bodemgebruik en omliggende gemeenten

## Demografie
Onderstaande figuur toont het verloop van het inwonertal (bron: INSEE-tellingen).